# Mi faccio la barca
Mi faccio la barca è un film italiano del 1980 diretto da Sergio Corbucci. Il soggetto e la sceneggiatura sono liberamente ispirati al romanzo umoristico I quaranta belanti. In crociera sopra la Sgnuffi (Nistri Lischi editore, 1975), di Ernesto Gastaldi.

## Trama

Scena del film girata a Porto Santo Stefano

Piero è un dentista che vive separato dalla moglie Roberta. Per trascorrere le tradizionali due settimane di vacanza con i figli Fiorella e Claudio decide di acquistare una barca chiamata Biba, soprannome di Roberta, con la quale partire da Civitavecchia alla volta della Sardegna; da Milano arriva pure Roberta per imbarcarsi sul Kabir, un panfilo di proprietà dell'ingegner Casorati, pieno di ricchi snob tra i quali Attilio.
La vacanza per Piero non inizia sotto i migliori auspici, la Biba è in realtà una mezza baracca, che appena consegnatagli perde subito l'elica, costringendolo a buttarsi in acqua per riprenderla; dopo poche miglia di navigazione viene costretto a ritornare a Civitavecchia per aver danneggiato la rete di un gruppo di pescatori. Approdati infine alle coste dell'Argentario, Roberta, preoccupata delle sorti dei figli, decide di lasciare il Kabir e di raggiungere Piero e i ragazzi sulla Biba.
Dopo diverse traversie, la Biba raggiunge la Sardegna e il viaggio ravvicina Piero e Roberta, ma, a Porto Cervo, Piero incontra Alessia, sua infermiera nonché amante, che gli chiede di raccomandarla ad un noto dentista. Piero con una scusa va alla cena con Alessia, ma viene scoperto da Roberta e, dopo l'ennesima litigata, i due capiscono di amarsi ancora e di voler tornare insieme.
Intanto, però, la Biba sta prendendo il largo, Piero e Roberta riescono a raggiungerla con un gommone, ma si troveranno ostaggi di due evasi di prigione, che hanno preso la barca per andare in Corsica. La coppia, però, con astuzia riuscirà a mettere ko i due evasi, ma nel frattempo la Biba viene affondata da Claudio e Fiorella che credevano che i genitori fossero stati uccisi dai banditi; bloccati in mezzo al mare vengono salvati da Attilio e finalmente possono rincominciare la loro vita insieme, magari comprando una barca più grande.

## Colonna sonora
La canzone che si sente all'inizio del film si intitola Sciacqua l'acqua ed è cantata da Johnny Dorelli, che la inserirà nel 45 giri del 1980 Sciacqua l'acqua/Non ti conosco più amore con arrangiamento di Gianni Ferrio.
In alcune scene, alla radio suonano i Rockets con Galactica tratto dall'album Galaxy.